# Glympton
Glympton is een civil parish in het bestuurlijke gebied West Oxfordshire, in het Engelse graafschap Oxfordshire.